# Krzysztof Olszowiec
Krzysztof Olszowiec (ur. 29 stycznia 1964, zm. 29 stycznia 2018) – podpułkownik Biura Ochrony Rządu (od 12 czerwca 2007), w latach 2007–2008 Szef Zarządu Ochrony Osobistej i Miejsc Czasowego Pobytu BOR.

## Życiorys
Był kierowcą Lecha Kaczyńskiego w okresie gdy ten był Prezesem Najwyższej Izby Kontroli. Po zwycięstwie Lecha Kaczyńskiego w wyborach prezydenckich został szefem jego ochrony. Jesienią 2006 został awansowany na stopień majora BOR, a 12 czerwca 2007 – podpułkownika BOR, z równoczesnym nominowaniem na stanowisko Szefa Zarządu Ochrony Osobistej i Miejsc Czasowego Pobytu BOR. 28 listopada 2008 został zawieszony w czynnościach z powodu incydentu podczas wizyty prezydenta w Gruzji. Później pracował jako kierownik pionu ochrony i bezpieczeństwa Ambasady RP we Francji.